# Любовный напиток
«Любо́вный напи́ток» (итал. L'elisir d'amore) — опера Гаэтано Доницетти в 2-х действиях, 4-х картинах, на либретто Феличе Романи по мотивам французского либретто Эжена Скриба, написанного для оперы Даниэля Обера «Любовное зелье» (1831). 
Опера написана за две недели и является сороковой по счёту в творчестве Доницетти. Премьера состоялась 12 мая 1832 года в миланском театре Каноббиана. С момента премьеры «Любовный напиток» не покидает стандартного репертуара оперных театров и стабильно входит в двадцатку самых часто исполняемых в мире.

## Действующие лица
| Партия                           | Голос   | Первый исполнитель    |
| -------------------------------- | ------- | --------------------- |
| Адина                            | сопрано | Сабина Хайнефеттер    |
| Неморино                         | тенор   | Джанбаттиста Дженнеро |
| Джаннетта, подруга Адины         | сопрано | Мариетта Сакки        |
| Белькоре, сержант                | баритон | Анри-Бернар Дабади    |
| Дулькамара, странствующий лекарь | бас     | Джузеппе Фреццолини   |
| Нотариус                         | тенор   |                       |
| Крестьяне, солдаты               |         |                       |

## Содержание
Действие происходит в Северной Стране Басков.

### Акт первый
Сцена первая
Простоватый крестьянин Неморино безнадежно влюблён в богатую односельчанку Адину, но та, зная себе цену, награждает всех поклонников только колкостями и насмешками. Неморино слышит, как Адина читает подружке Джаннетте и другим деревенским девушкам старинную легенду о Тристане и Изольде и чудесном эликсире, выпив который, Изольда вмиг влюбилась. Девушки, и Неморино с ними, мечтают достать этот волшебный напиток.

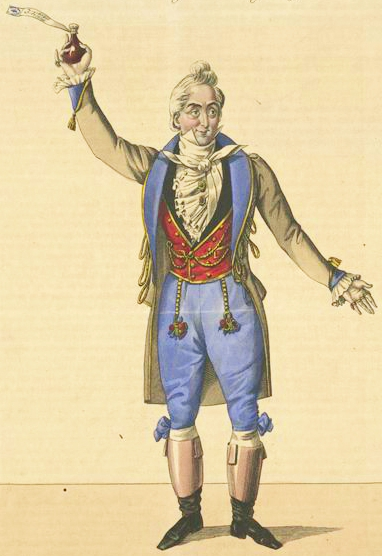
Джузеппе Фреццолини в роли Дулькамары на премьере оперы в Милане

В деревню вступают солдаты под командованием сержанта Белькоре. Его внимание сразу привлекает красавица Адина. Белькоре не собирается долго размышлять: пусть Адина немедленно назначит день свадьбы! Однако той не по нраву самоуверенность сержанта. Она отвергает его ухаживания, но приглашает солдат и их командира на свою ферму. Там они подкрепятся и отдохнут. Неморино в отчаянии пытается объясниться с Адиной, но безуспешно: та заявляет ему, что привыкла менять поклонников, верная любовь — не для нее, и Неморино лучше ее забыть и найти себе другую. Неморино клянется, что Адина — его единственная, и девушка отчасти тронута его искренним чувством.
Сцена вторая
В деревне появляется странствующий лекарь Дулькамара, у него продажа «чудодейственных бальзамов» идет полным ходом. Обращается к нему и бедняга Неморино — он ищет любовный напиток и готов отдать за него все свои сбережения. Не растерявшись, Дулькамара вручает влюблённому бутылку обыкновенного вина бордо, предупредив, что подействует «чудесный эликсир» только через сутки (за это время плут надеется быть далеко от этих мест).
Нетерпение Неморино так велико, что он выпивает «любовный напиток» сразу и с непривычки пьянеет. Удивленная Адина видит разительную перемену в поведении Неморино. Он внезапно повеселел, шутит, смеется, даже не смотрит в её сторону! И заявляет, что к утру совершенно исцелится от любви… где же его клятвы? Приход сержанта подсказывает Адине, как отплатить Неморино — она обещает Белькоре свою руку. Неморино только хохочет: назавтра всё изменится! Неожиданно сержант получает приказ выступить в поход. Адина соглашается справить свадьбу сегодня же. Хмель тут же выветривается из головы Неморино. Понимая, что навсегда теряет любимую, несчастный парень умоляет её подождать со свадьбой хотя бы до завтра, в надежде на чудесный эликсир. Односельчане над ним потешаются: разве сравнится простак Неморино с бравым сержантом?

### Акт второй
Сцена первая

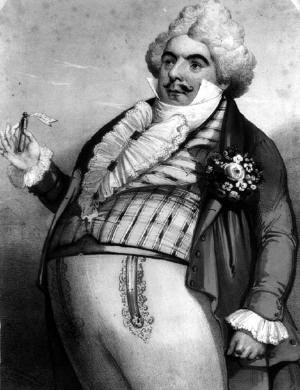
Луиджи Лаблаш в роли Дулькамары

Двор перед домом Адины заполнен гостями, среди них и лекарь Дулькамара. Неморино молит его продать добавочную порцию «любовного напитка», чтобы снадобье подействовало немедленно, но покупать-то уже не на что. Помочь раздобыть деньги ему сулит Белькоре: пусть Неморино запишется в рекруты, и ему выдадут желанные двадцать скуди (а Белькоре заодно избавится от соперника). Итак, Неморино завербован. Отныне он солдат. Зажав в руке драгоценные монеты, он мчится на розыски Дулькамары.
Сцена вторая
Деревню облетает интригующая новость: в городе скончался дядя Неморино, оставив юноше всё своё состояние. Но Неморино, подкрепившийся у лекаря второй порцией «любовного напитка» и полный радостных ожиданий, не в курсе событий. И первая же встретившаяся ему девушка — Джаннетта — проявляет к нему усиленное внимание (ведь он теперь богатый жених). Остальные девицы тоже наперебой его обхаживают. Дулькамара (который еще не узнал новости) поражён: неужто содержимое бутылки действительно оказалось волшебным? Адина (тоже пребывающая в неведении) ревнует и недоумевает. Дулькамара рассказывает ей, что Неморино сдался в солдаты ради денег за эликсир, чтобы завоевать некую неприступную красавицу, и теперь он неотразим для всех женщин. Адина осознает, какую любовь она потеряла. Дулькамара предлагает опечаленной Адине эликсир любви. Но девушка отказывается: веря в силу собственных чар, она не нуждается в услугах кудесника. Неморино будет принадлежать ей!
Опьянение Неморино прошло, и он вновь грустит по Адине (ария «Una furtiva lagrima») — он согласен погибнуть на войне, лишь бы на оставшийся ему день добиться ее любви. Но вот приходит Адина: она тем временем выкупила у Белькоре рекрутскую расписку. Подозвав Неморино, она вручает ему расписку, просит не покидать деревню... и в смущении прощается с ним. Неморино потрясён: значит, эликсир — ложь? Он разрывает расписку: если так, то он предпочитает смерть в солдатчине. Адина в ответ порывисто признаётся ему в любви. Оба счастливы. Крестьяне радостно приветствуют молодую чету. Сержант Белькоре не унывает — на свете много и других женщин. А хитрец Дулькамара объявляет, что и любовью, и неожиданно свалившимся наследством Неморино обязан его эликсиру. Все бросаются раскупать «чудодейственный» товар, и Дулькамара с триумфом покидает деревню.

## Известные фрагменты
- «Una furtiva lagrima» («Потаённая слеза») (Неморино). Так называемый «романс Неморино» — наиболее прославленная ария.
- «Come Paride» (Белькоре)
- «Quanto è bella» (Неморино)
- «Udite, udite o rustici» (Каватина Дулькамары)

## Адаптации
- В 1840 году начинающий композитор Рихард Вагнер аранжировал «Любовный напиток» для фортепьяно[2].
- Начальную известность У. Ш. Гилберту принесла ироническая переделка «Любовного напитка» под названием «Дулькамара» (1866).